# Steatoda triangulosa concolor
Steatoda triangulosa là một phân loài nhện trong họ Theridiidae.
Loài này thuộc chi Steatoda. Steatoda triangulosa concolor được Lodovico di Caporiacco miêu tả năm 1933.

## Hình ảnh

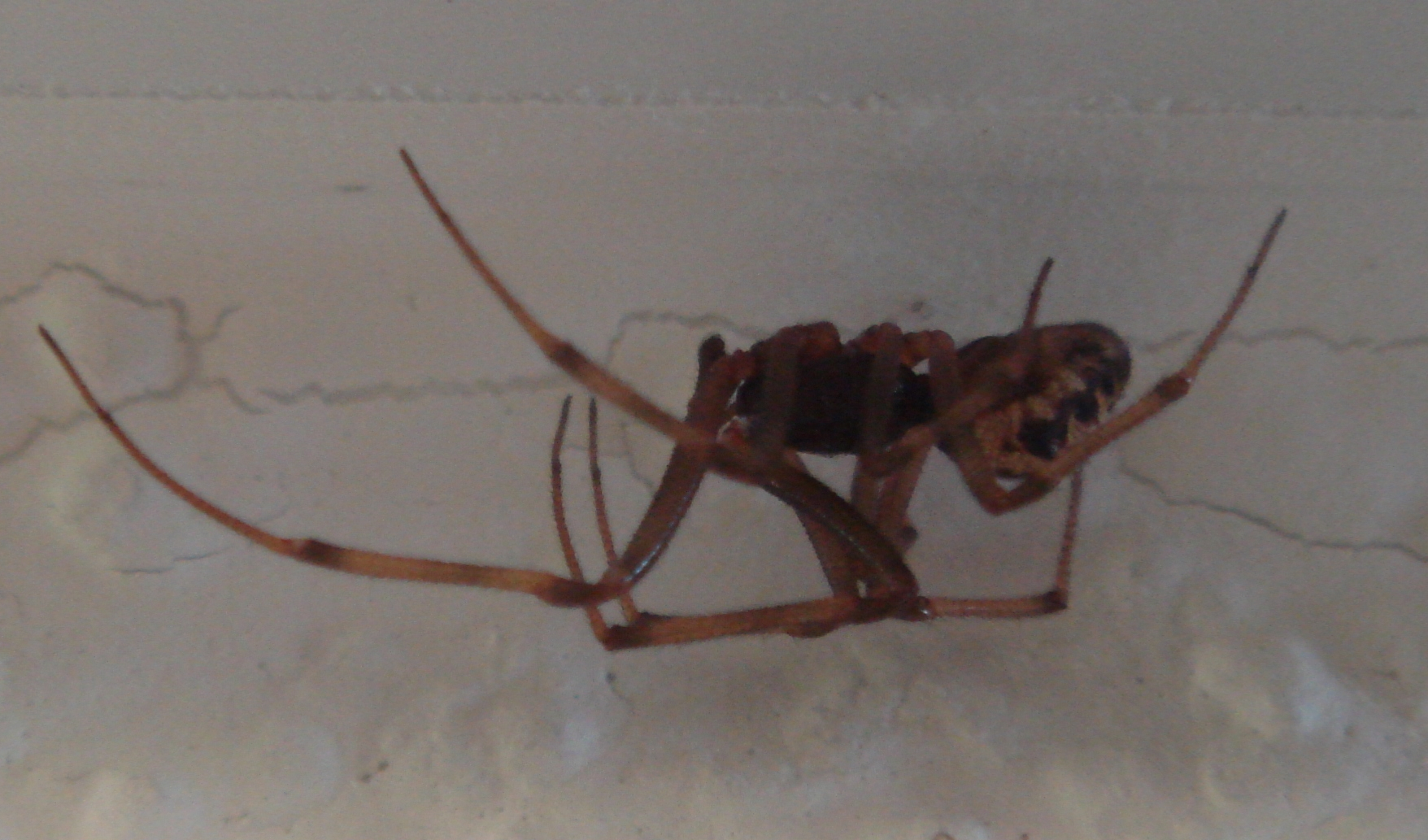
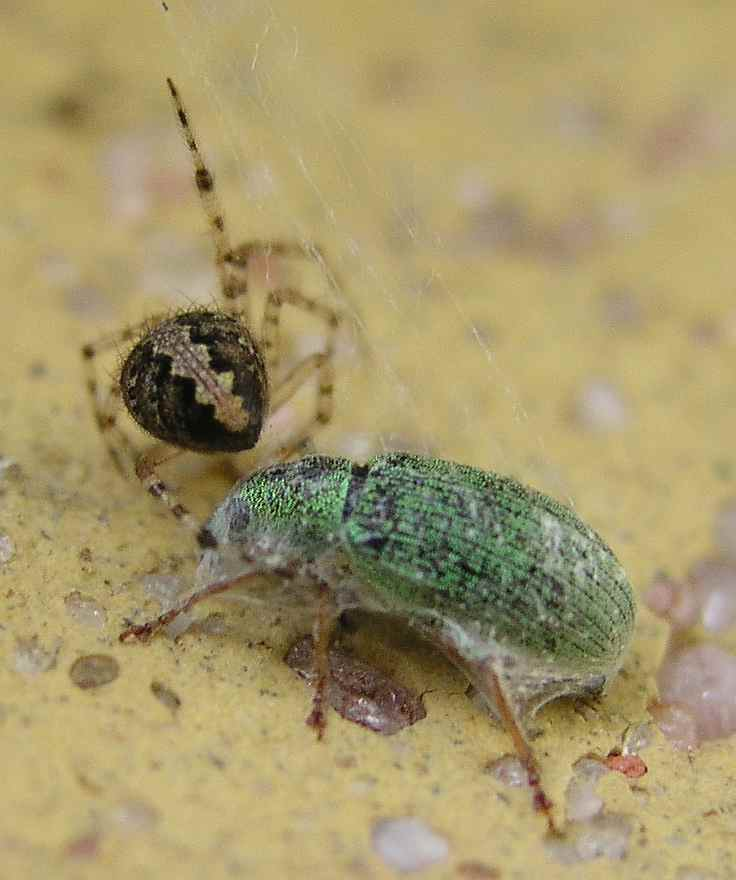
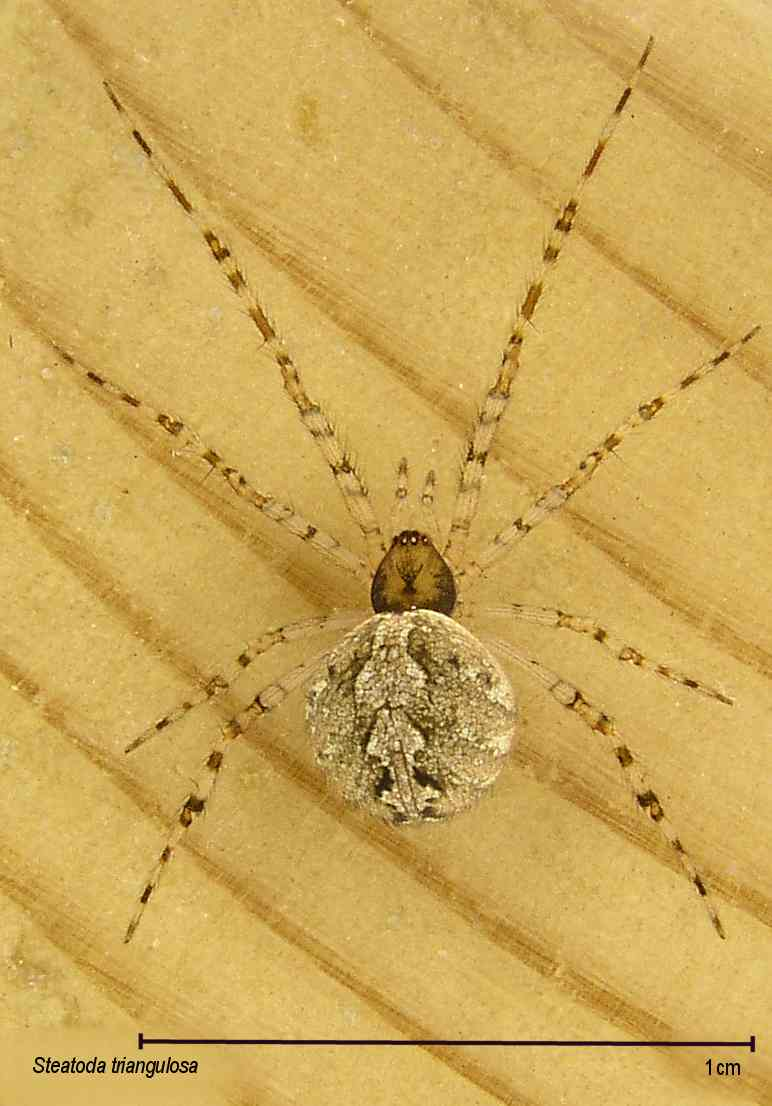
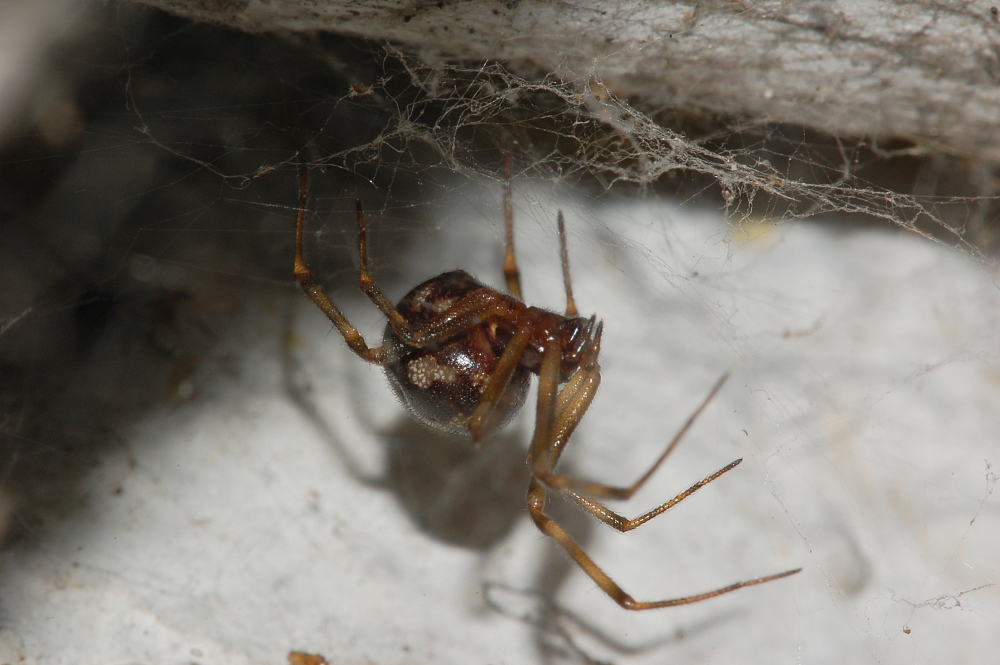